# Sithonia (Gemeinde)
Sithonia (griechisch Σιθωνία (f. sg.)) ist eine griechische, 1997 neu geschaffene Gemeinde (Dimos Sithonias Δήμος Σιθωνίας) im Regionalbezirk Chalkidiki der Verwaltungsregion Zentralmakedonien. Sie nimmt mit ihrer Fläche die gleichnamige Halbinsel („Finger“, im Griechischen „Fuß“) vollständig ein und erstreckt sich nach Norden hin bis ins südliche Zentralland der Halbinsel Chalkidiki. Die Gemeinde wurde 1997 im Zuge der griechischen Kommunalverwaltungsreform Schedio Kapodistrias aus den zuvor eigenständigen Gemeinden (Kinotites) und Ortschaften Nikiti, Agios Nikolaos, Metangitsi und Neos Marmaras gebildet und 2011 um die südliche Nachbargemeinde Toroni erweitert. Der Verwaltungssitz der Gemeinde Sithonia ist die Ortschaft Nikiti.

## Geographie, Klima und Geologie

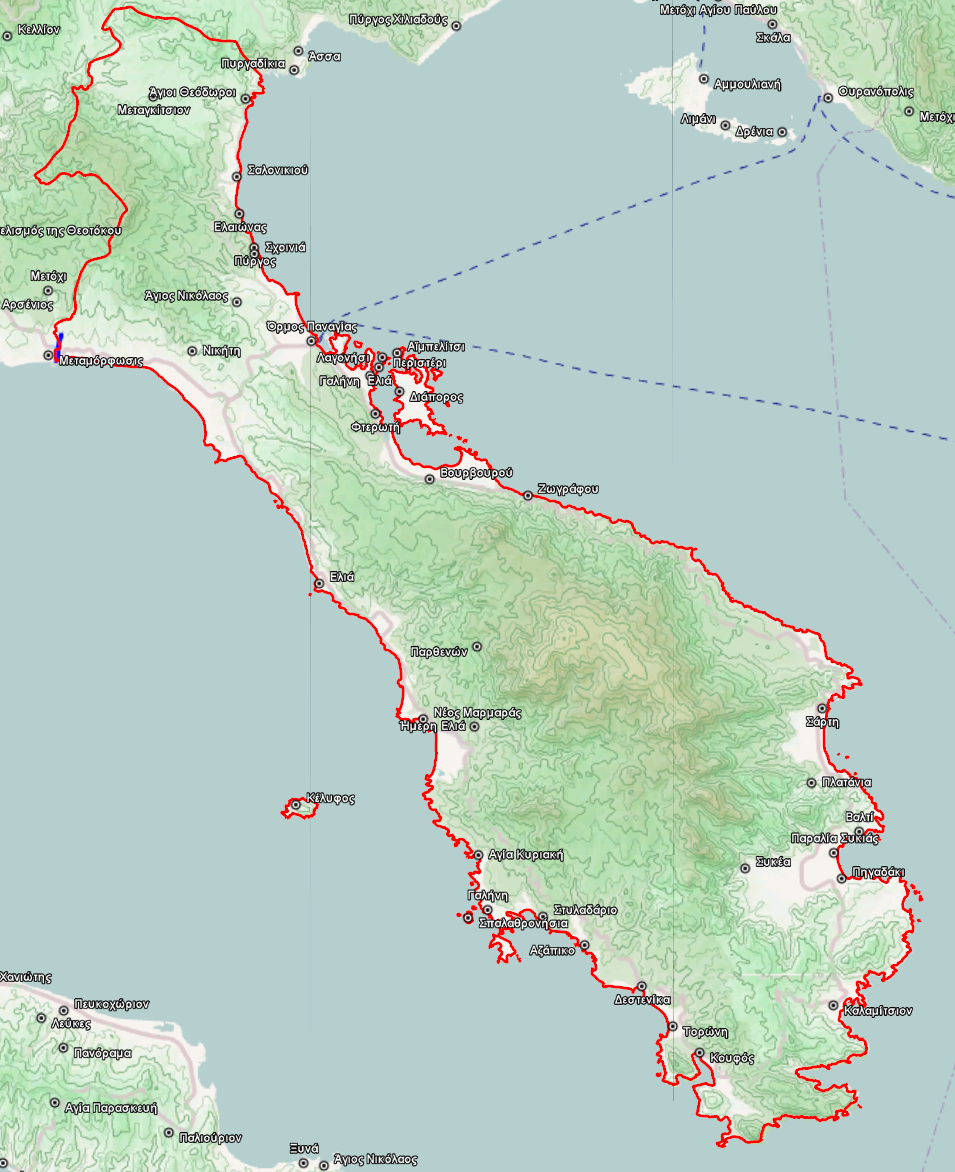
Topografische Karte von Sithonia

Das Gebiet der Gemeinde Sithonia erstreckt sich vom südlichen mittleren Zentralland der Halbinsel Chalkidiki mit dem Gebiet der Ortschaft Metangitsi entlang der Halbinsel Sithonia nach Süden und nimmt dabei die Halbinsel in ihrer gesamten Fläche ein und wird im Westen vom Toronäischen Golf, im Osten vom Singitischen Golf begrenzt. Im Norden grenzt die Gemeinde Sithonia mit den Gemeindebezirken Nikiti, Agios Nikolaos und Metangitsi an die Gemeinde Polygyros, im Nordosten bildet der Gemeindebezirk Agios Nikolaos der Gemeinde Sithonia die Grenze mit dem Gemeindebezirk Panagia der Gemeinde Aristotelis. Das östliche und südöstliche Gemeindegebiet werden vom Gemeindebezirk Agios Nikolaos gebildet: es bildet nach Osten und Südosten hin die Küste des Singitischen Golfs. Den Süden des Gemeindegebiets bilden die Ortschaften Sarti und Toroni.
Die Gemeinde Sithonia umfasst mit ihrem Gebiet vollständig den Isthmus der Halbinsel Sithonia. Dieser ist geprägt von hügeliger Landschaft. Nach Norden erhebt sich in Richtung Zentralland der Chalkidiki der Berg Vrachoto (492 m Höhe) und trennt dabei die Gemeindebezirke Metangitsi im Norden und Agios Nikolaos im Süden. Weiter nach Nordwesten geht dieser Berg in den Psilo (455 m Höhe) über. Der Gemeindebezirk Metangitsi liegt in einer leicht hügeligen Senke, die von Nordwest nach Südosten zum Meer führt. Deren nordöstliche Begrenzung sind die Hügel Marmaras und Axandas, welche das Gemeindegebiet Sithonias von dem Panagias trennen. Das südlich des Isthmus von Sithonia gelegene Gemeindegebiet wird vom Höhenzug des Itamos (808-817 m Höhe, je nach Quelle) dominiert. Dieses bildet den zentralen Gebirgszug der Sithonia-Halbinsel in ihrer Längsachse von Nordwest nach Südost. Ihr höchster Gipfel (nach anderen Quellen zweithöchster) ist der Astrapokammeno Pefko. Unmittelbar südsüdöstlich der Ortschaft Vourvourou liegt der Berg Karvounas mit 567 m, der nach Südwesten hin nahtlos in das Itamos-Massiv übergeht.

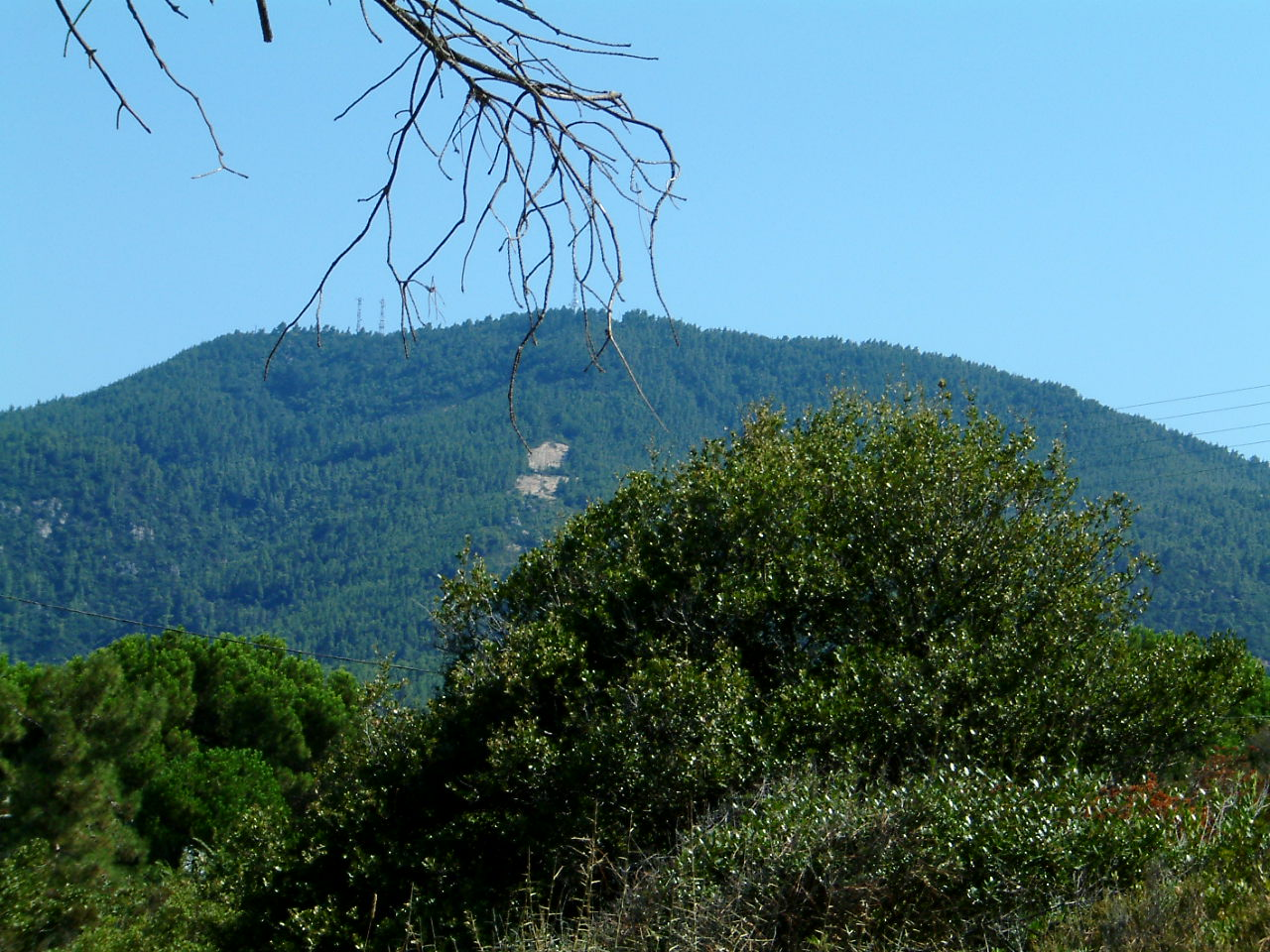
Berg Karvounas, Höhe 567 m
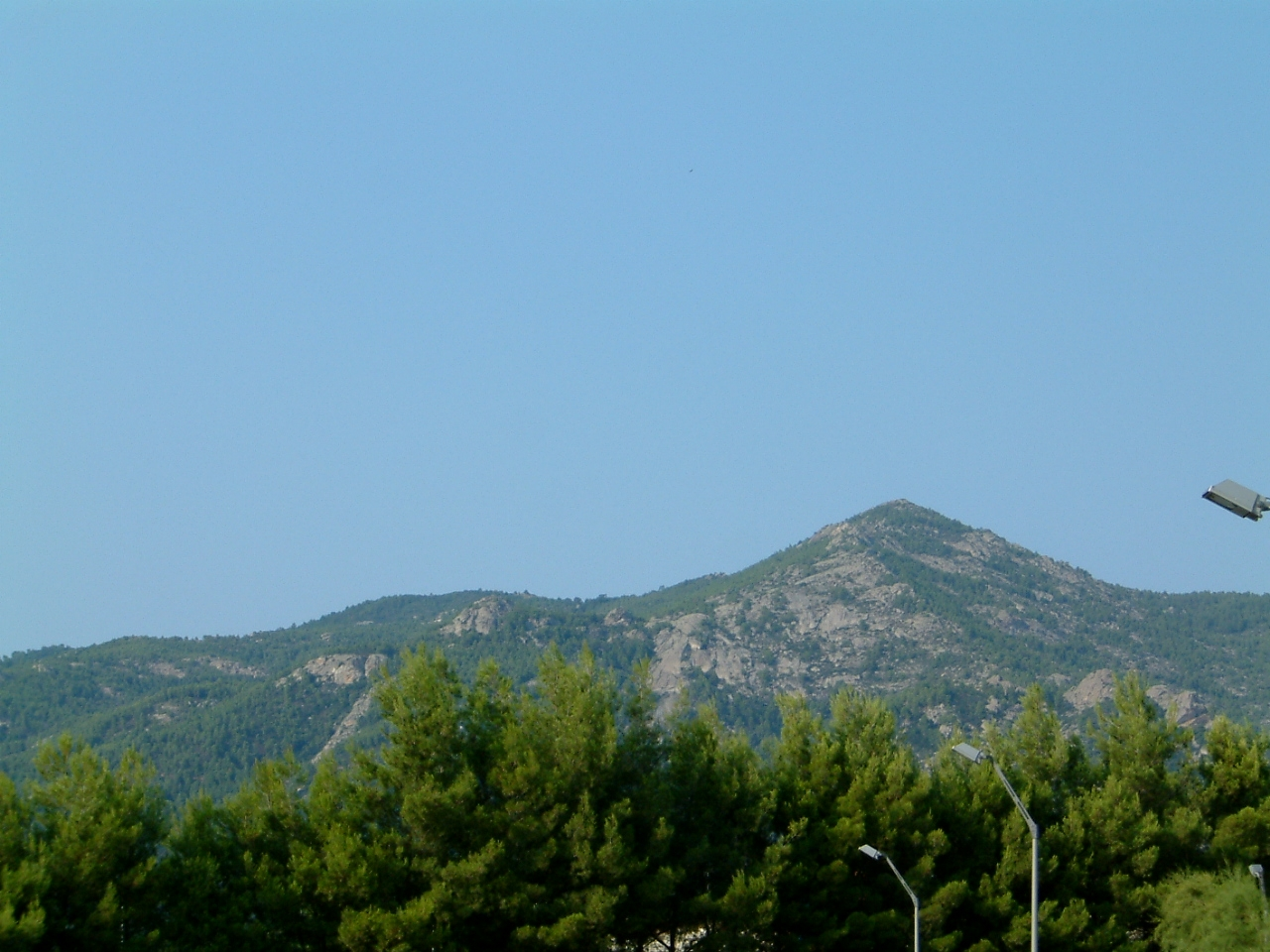
Blick auf den Berg Itamos (811 m) vom Eingang zur Hotelanlage Porto Carras, Gemeindebezirk Neos Marmaras
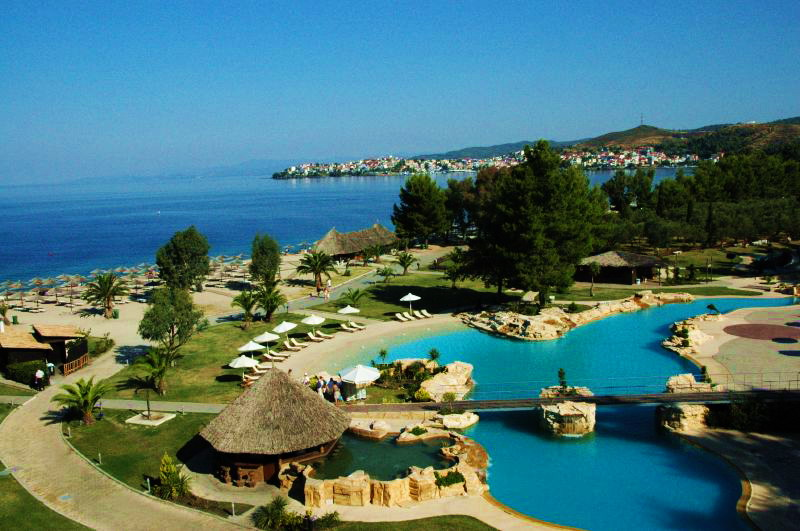
Blick vom Hotel Meliton auf die Ortschaft Neos Marmaras (im Hintergrund)

Das Gemeindegebiet von Sithonia besitzt zwei nennenswerte Fließgewässer, die allerdings im Sommer kaum oder gar kein Wasser führen. Der Fluss Chavrias passiert das Gemeindegebiet in der Ortschaft Metangitsi und bildet in seinem Verlauf zum Toronäischen Golf für einige Kilometer die Grenze zwischen der Gemeinde Sithonia und Ormylia. Der Bach Tragoula fließt von den nordwestlichen Ausläufern des Itamos im Isthmus von Sithonia nach Westnordwest und mündet südlich der Ortschaft Nikiti beim Kap Kastri in den Toronäischen Golf.
Die Küstenlinien Sithonias sind reichhaltig gegliedert: Neben offenen Buchten mit ausgedehnten Sand- oder Kiesstränden existieren auch kleine, eher abgeschlossene Buchten. Ein erheblicher Teil der Küste, insbesondere an der Küste des Singitischen Golfs, wird durch Steilküsten gebildet. Zur Gemeinde Sithonia gehören auch eine Vielzahl von Inseln: In der Bucht von Vourvourou im Singitischen Golf (Gemeindebezirk Agios Nikolaos) finden sich die Inseln Diaporos, Agios Isidoros, Ambelitsi und Kalomonisia. Etwas nordwestlich davon zwischen dem Kap Ritsos und der Halbinsel Livari liegt die Insel Kalogria in einer separaten Bucht. Im Toronäischen Golf liegt südwestlich einige Kilometer vor der Küste von Neos Marmaras die Insel Kelyfos. Alle Inseln sind offiziellen Quellen nach unbewohnt, mit Ausnahme der Insel Diaporos in der Bucht von Vourvourou im südöstlichen Gemeindebezirk Agios Nikolaos.

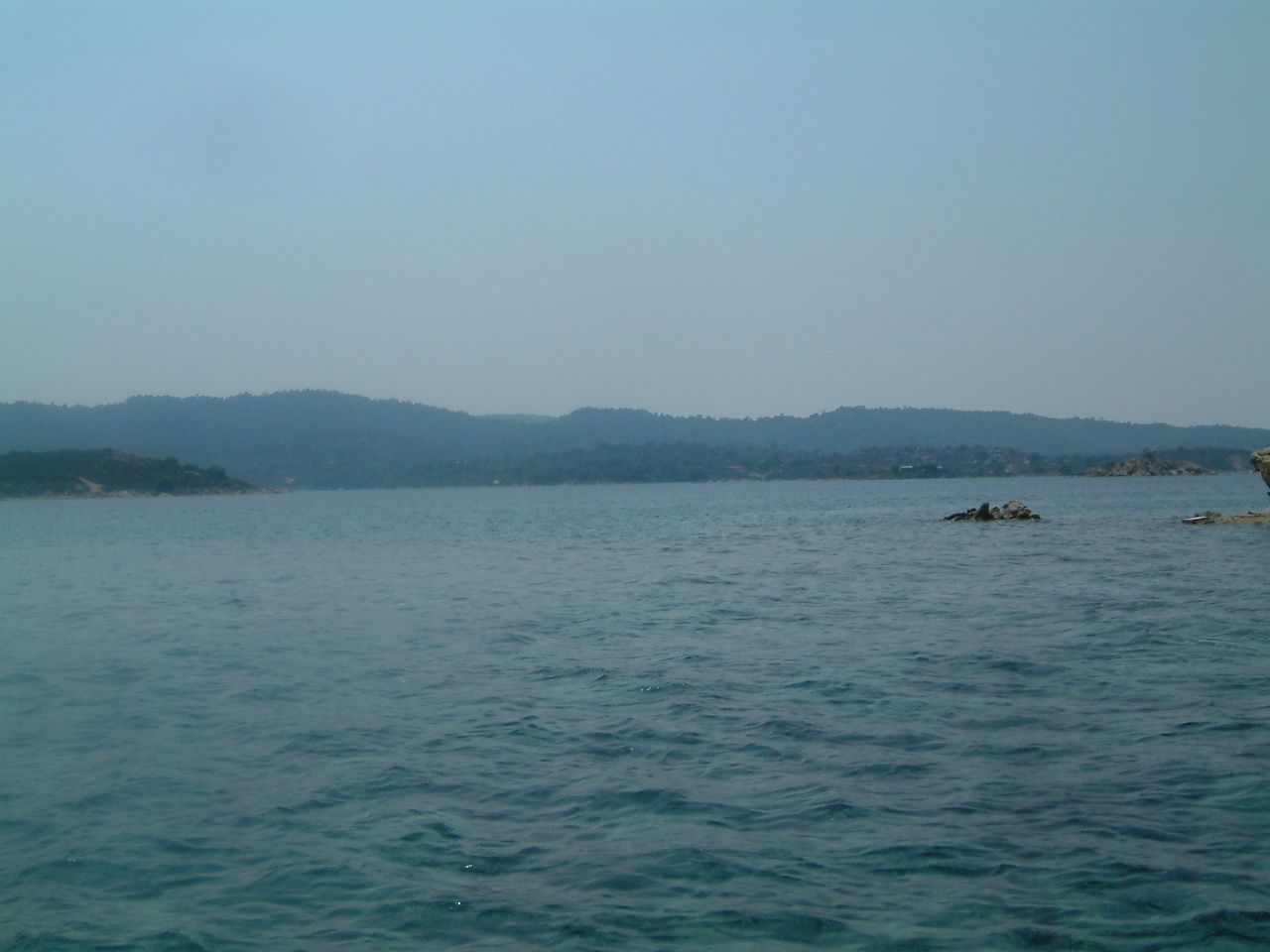
Kalomonisia Inseln und Diaporos Insel im Gemeindebezirk Agios Nikolaos
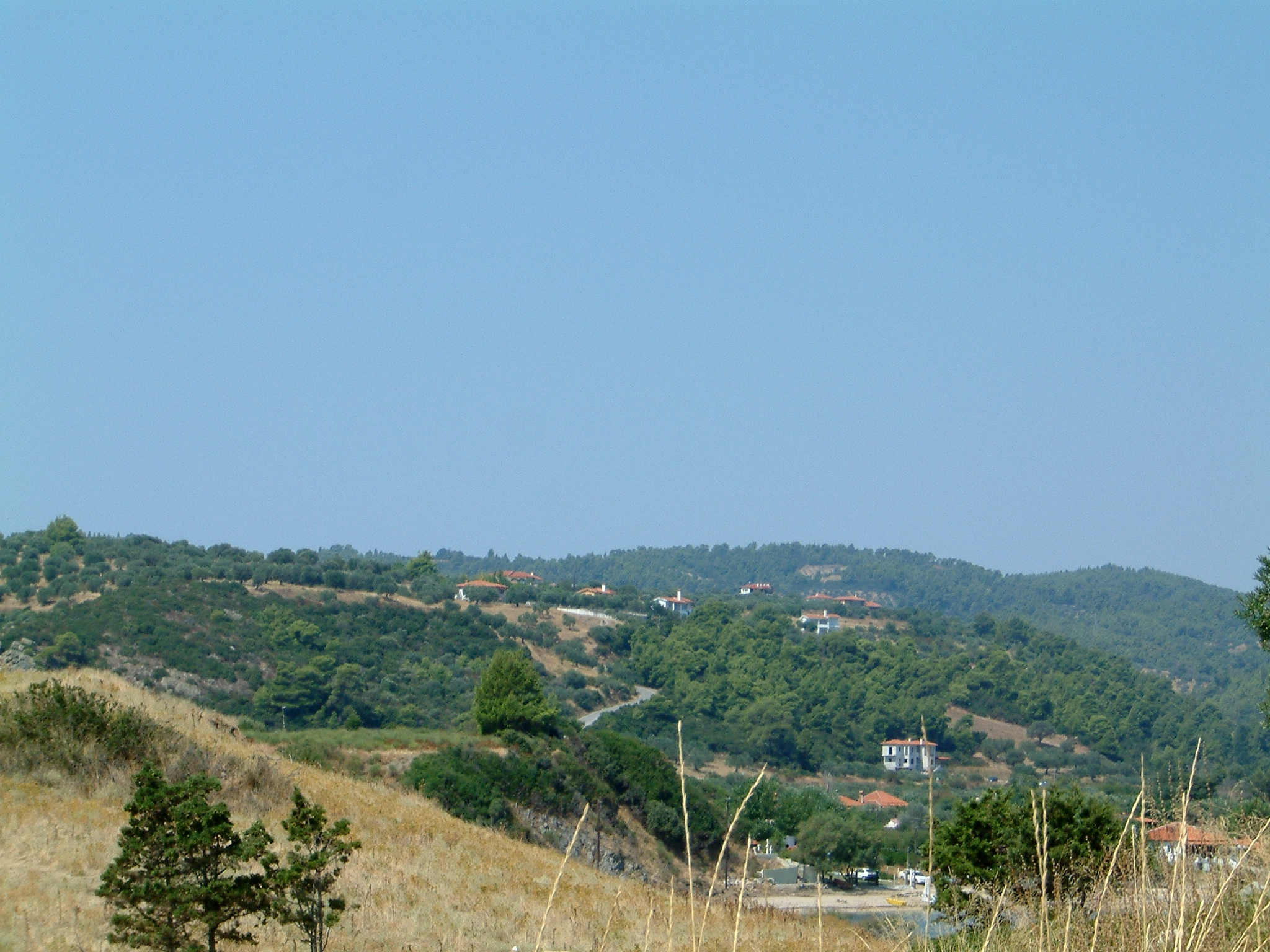
Ansicht der südöstlichen Seite von Agios Nikolaos
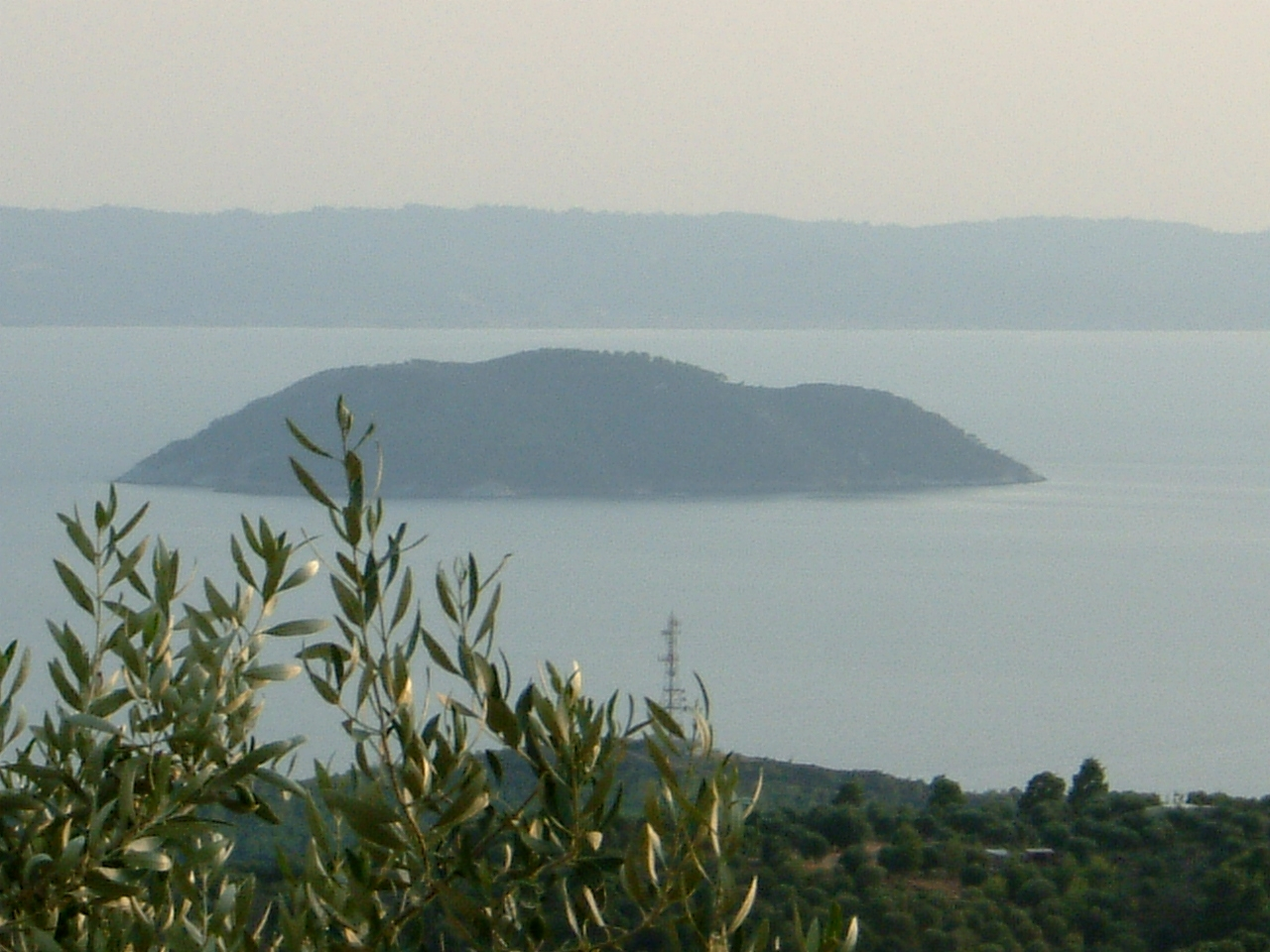
Insel Kelyfos, Gemeindebezirk Neos Marmaras
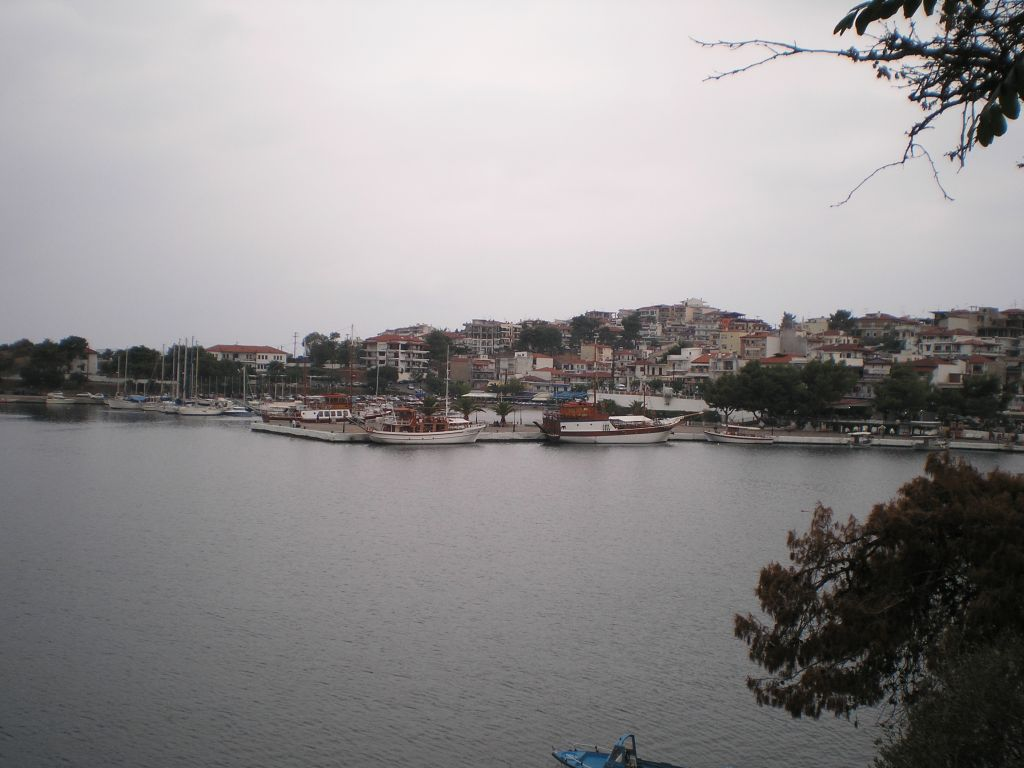
Blick auf die Ortschaft Neos Marmaras
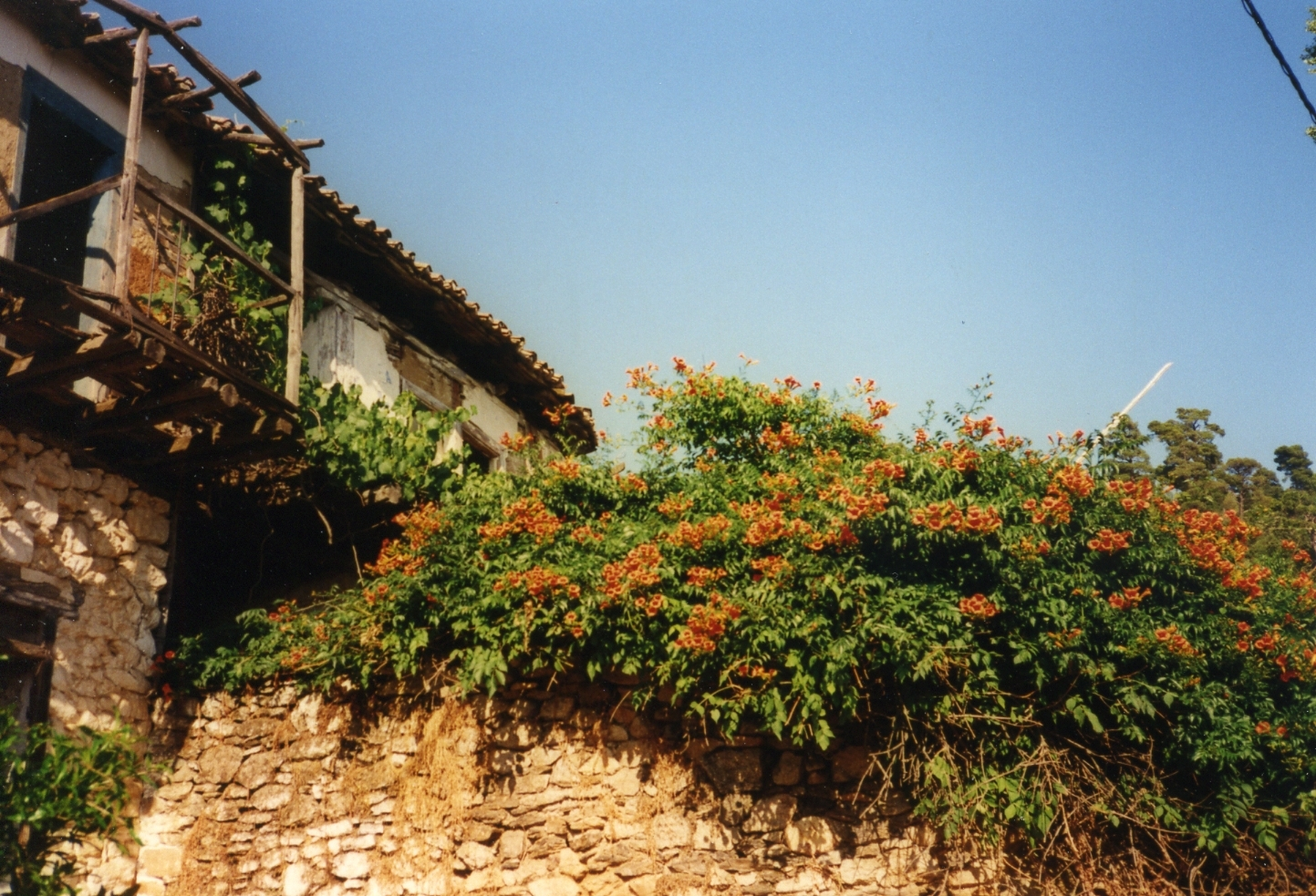
Verlassenes traditionelles griechisches Haus in Parthenonas, Gemeindebezirk Neos Marmaras

## Geschichte
Das Gebiet der Gemeinde Sithonia ist seit dem Erdzeitalter der Altsteinzeit (Paläolithikum) besiedelt. In der Antike um das 7. Jahrhundert v. Chr. siedelten sich auf dem Gebiet der Gemeinde Menschen aus der Stadt Chalkis auf der Insel Euböa an und gründeten die Städte (Polis) Singos und Galepsos (Gale). Singos befand sich auf dem Gebiet des heutigen Gemeindebezirks Agios Nikolaos, Galepsos auf dem Gebiet des heutigen Gemeindebezirks Neos Marmaras. Die Städte Singos und Galepsos gehörten wie die restliche Halbinsel Sithonia zum ursprünglichen chalkidischen Siedlungsgebiet bis 479 v. Chr. 480 v. Chr. passierte der persische König Xerxes I. das Gebiet der heutigen Gemeinde Sithonia auf seinem Feldzug gegen die griechische Stadtstaaten, insbesondere Athen, und rekrutierte aus den Städten Singos und Galepsos Soldaten für seinen Feldzug. Nach der persischen Niederlage 479 v. Chr. und dem Rückzug des persischen Heeres aus dem heutigen Griechenland schlossen sich die Städte Singos und Galepsos dem Attischen Seebund an und standen damit unter der Hegemonie Athens. In den Tributlisten des Attischen Seebundes ließen sich Zahlungen der Stadt Singos an die Bundeskasse des Seebundes für den Zeitraum 452/451 v. Chr. nachweisen, die Stadt Gale (Galepsos) entrichtete 436 v. Chr. Zahlungen an die Bundeskasse. Im Vorfeld des Peloponnesischen Krieges traten die Städte Singos und Galepsos aus dem Attischen Seebund aus: sie waren zuvor ein Bündnis mit auf der Halbinsel Kassandra gelegenen Stadt Potidaia eingegangen, die zu einem Konfliktpunkt zwischen den Hegemoniebestrebungen Athens einerseits und Spartas andererseits wurde. Der makedonische König Perdikkas empfahl nach dem Austritt der chalkidischen Städte aus dem Attischen Seebund eine Zusammenlegung der Bevölkerung einiger Städte zu einer größeren Stadt (Synoikismos, Anoikismos). Die Städte Galepsos (Gale) und Singos verloren im Rahmen dieser „Zusammensiedlung“ den größten Teil ihrer Bevölkerung an das nun erheblich gewachsene Olynthos. Im 431 v. Chr. beginnenden Peloponnesischen Krieg wurde das heutige Gemeindegebiet zum Schauplatz von Kämpfen zwischen Athen und Sparta. 425 v. Chr. gelang den Athenern die Eroberung von Singos und Galepsos. Der 421 v. Chr. geschlossene Nikiasfrieden sah für Galepsos und Singos eine Rückkehr der nach Olynthos ausgewanderten/umgesiedelten Bevölkerung vor: diese fand – wenn überhaupt – nur in sehr geringem Umfange statt. Sowohl von der Stadt Galepsos als auch von der Stadt Singos verloren sich nach 421 v. Chr. Hinweise auf deren Siedlungsgeschichte.
Das Gebiet der beiden antiken Städte und der heutigen Gemeinde Sithonia wurde anschließend Bestandteil des Chalkidischen Bundes unter der Führung der Stadt Olynthos. Die Niederlage des Chalkidischen Bundes und Olynths im Ersten Olynthischen Krieg 382 bis 379 v. Chr. änderte an der Zugehörigkeit des heutigen Gemeindegebietes zum Chalkidischen Bund nichts. Der Zweite Olynthischer Krieg 350 bis 348 v. Chr. endete mit der Niederlage und Auflösung des Chalkidischen Bundes und der Zerstörung der Stadt Olynthos: das siegreiche Königreich Makedonien unter Philipp II. übernahm die Kontrolle der gesamten Halbinsel Chalkidiki und damit auch über das heutige Gebiet der Gemeinde Sithonia.

## Bevölkerung
In der Volkszählung 2021 sank die Bevölkerung der Gemeinde Sithonia: 2011 wies die Gemeinde Sithonia 12.394 Einwohner auf, 2021 waren es 12.080 Einwohner (relativer Rückgang −2,5 %). Die Gemeinde Sithonia blieb 2021 unverändert zu 2011 die bevölkerungsärmste Gemeinde des Regionalbezirks Chalkidiki.

## Verwaltungsstruktur
Die Gemeinde Sithonia setzt sich aus folgenden Gemeindebezirken, Stadtbezirken bzw. Ortsgemeinschaften und Siedlungen zusammen (Einwohnerzahlen nach Volkszählungen 2021 und 2011):
- Gemeindebezirk Sithonia – Δημοτική Ενότητα Σιθονίας – 8.750 Einwohner[1]
  - Stadtbezirk Agios Nikolaos – Δημοτική Κοινότητα Αγίου Νικολάου – 1.965 Einwohner[1]
    - Agios Nikolaos – Άγιος Νικόλαος – 1.714 Einwohner[9]
    - Aimelitsi – Αϊμπελίτσι – unbewohnt[9]
    - Diaporos (Insel) – Διάπορος – 2 Einwohner[9]
    - Eleonas – Ελαιώνας – 3 Einwohner[9]
    - Elia – Ελιά – unbewohnt[9]
    - Fteroti – Φτερωτή – unbewohnt[9]
    - Galini – Γαλήνη – unbewohnt[9]
    - Lagonisi – Λαγονήσι – 9 Einwohner[9]
    - Ormos Panagias – Όρμος Παναγίας – 30 Einwohner[9]
    - Peristeri – Περιστέρι – unbewohnt[9]
    - Pyrgos – Πύργος – unbewohnt[9]
    - Salonikiou – Σαλονικιού – 31 Einwohner[9]
    - Schinia – Σχοινιά – 6 Einwohner[9]
    - Vourvourou – Βουρβουρού – 100 Einwohner[9]
    - Zografou – Ζωγράφου – unbewohnt[9]

  - Stadtbezirk Nikiti – Δημοτική Κοινότητα Νικήτης (Νικήτα) – 2.922 Einwohner
    - Elia – Ελιά – 78 Einwohner[9]
    - Nikiti (Nikitas) – Νικήτη (Νικήτας) – 2.711 Einwohner[9]

  - Stadtbezirk Neos Marmaras – Δημοτική Κοινότητα Νέου Μαρμαρά – 3.038 Einwohner[1]
    - Agia Kyriaki – Αγία Κυριακή – 11 Einwohner[9]
    - Azapiko – Αζάπικο – 5 Einwohner[9]
    - Galini – Γαλήνη – 35 Einwohner[9]
    - Imeri Elia – Ήμερη Ελιά – 26 Einwohner[9]
    - Kelyfos (Insel) – Κέλυφος (νησίς) – unbewohnt[9]
    - Limani Karra – Λιμάνι Καρρά – 95 Einwohner[9]
    - Neos Marmaras – Νέος Μαρμαράς – 3.158 Einwohner[9]
    - Parthenonas – Παρθενώνας – 21 Einwohner[9]
    - Spalathronisia (Insel) – Σπαλαθρονήσια (νησίς) – unbewohnt[9]
    - Styladario – Στυλαδάριο – 2 Einwohner[9]

  - Stadtbezirk Metangitsi – Τοπική Κοινότητα Μεταγκιτσίου – 825 Einwohner[1]
    - Agii Theodori – Άγιοι Θεόδωροι – 3 Einwohner[9]
    - Metangitsi – Μεταγκίτσι – 802 Einwohner[9]

- Gemeindebezirk Toroni – Δημοτική Ενότητα Τορώνης – 3.330 Einwohner[1]
  - Stadtbezirk Sykia – Δημοτική Κοινότητα Συκιάς – 2.276 Einwohner[1]
    - Destenika – Δεστενίκα – 24 Einwohner[9]
    - Kalamitsi – Καλαμίτσι – 39 Einwohner[9]
    - Koufos (Porto Koufos) – Κουφός – 110 Einwohner[9]
    - Paralia Sykia (Sykia Strand) – Παραλία Συκιάς – 77 Einwohner[9]
    - Pigadaki – Πηγαδάκι – 6 Einwohner[9]
    - Platania – Πλατάνια – 9 Einwohner[9]
    - Sykia – Συκιά – 1.903 Einwohner[9]
    - Toroni – Τορώνη – 213 Einwohner[9]
    - Valti – Βαλτί – 16 Einwohner[9]

  - Stadtbezirk Sarti – Τοπική Κοινότητα Σάρτης (Σάρτη) – 1.054 Einwohner[1]